# Vadim Demidov
Vadim Demidov   (Riga, 10 d'octubre de 1986) és un futbolista letó, nacionalitzat noruec. Va començar com a futbolista a l'IL Runar.

## Biografia
Demidov va néixer a Riga, República Socialista Soviètica de Letònia, Unió Soviètica, i és d'ètnia russa. El seu pare és el jugador d'handbol Serguei Demídov (1961–2020), que va jugar internacionalment a la Unió Soviètica i més tard es va convertir en entrenador a Noruega; la família es va traslladar a Sandefjord el 1989.
De jove, Demidov va jugar tant a futbol com a handbol a Runar i va ser un gran talent en ambdós esports. Quan tenia 15 anys el seu pare li va dir que havia de triar entre els dos esports, i Demidov va decidir deixar l'handbol; en una entrevista a FHM l'any 2011, va afirmar que podria haver estat un dels tres millors jugadors d'handbol del món si hagués seguit jugant a handbol, però que no volia seguir els passos del seu pare.

## Carrera de club
Demidov es va convertir en professional el 2004 quan es va unir al Sandefjord Fotball, i va debutar amb el club a Primera Divisió quan va entrar com a substitut de Magne Sturød després de 87 minuts en el partit inaugural de la temporada 2004 contra Hødd. Aleshores Demidov es va lesionar durant un any i després de passar la segona meitat de la campanya del 2005 en préstec al Fram Larvik, va tornar al Sandefjord que havia guanyat l'ascens a la Tippeligaen, i l'equip va dir al jugador que el millor per a ell seria unir-se a un altre club.
Demidov va passar la temporada 2006 cedit amb Manglerud Estrella quan el club va baixar de Primera Divisió. Abans de la temporada 2006, no tenia motivació per continuar amb el futbol, però més tard va afirmar que l'any amb Manglerud Star va ser el punt d'inflexió en la seva carrera.
Demidov es va unir a Hønefoss per a la campanya de 2007, tot i ser buscat per Strømsgodset de la màxima categoria. Va jugar regularment al club a la Primera Divisió abans de traslladar-se al Rosenborg abans de la temporada 2008. A Trondheim es va convertir en el defensa central de primera elecció des del principi jugant al costat de Kris Stadsgaard, i va formar part de l'equip que només va perdre un dels 60 partits en el camí de guanyar dos campionats de lliga seguits, el 2009 i el 2010. Demidov va jugar un total de 79 partits de lliga, marcant quatre gols durant les seves tres temporades amb el club.
El juliol de 2010, quan el seu contracte s'acostava al final, Demidov va signar un contracte de tres anys amb el club espanyol Reial Societat, vigent a partir del gener de l'any següent. Va debutar a la Primera divisió espanyola de futbol el 29 de gener de 2011, substituint el francès Antoine Griezmann en els últims minuts de la victòria a casa per 2-0 contra la UD Almeria. Les altres 12 aparicions de la temporada van ser de titular, ja que l'equip basc va evitar el descens per ben poc.
Demidov es va incorporar a l'Eintracht Frankfurt el juliol de 2012, signant un contracte de tres anys. Va fer la seva primera aparició en una derrota per 2-0 contra el Borussia Mönchengladbach el 7 d'octubre de 2012. Va jugar un total de cinc partits a la Bundesliga abans de tornar a Espanya i unir-se al Celta de Vigo el gener de 2013, cedit fins al final de la temporada 2012-13. Va participar en el seu primer partit el 12 de gener, jugant els 90 minuts complets en una derrota per 1-0 a l'Espanyol. Després que Paco Herrera fos substituït per Abel Resino com a entrenador del Celta, Demidov no va jugar gaire i va declarar el juny del 2013 que no volia continuar la seva carrera al Celta tot i que el club tenia opció de compra. El 3 de juliol, el seu contracte amb l'Eintracht de Frankfurt, que encara durava fins al juny de 2015, es va dissoldre de mutu acord.
Demidov va signar per Anzhi Makhachkala el setembre de 2013. Després de només dues aparicions amb Anzhi, Demidov es va traslladar a l'SK Brann el gener de 2014, signant un contracte de tres anys.
El 10 de gener de 2017, Demidov va signar oficialment amb el Minnesota United a la MLS. El 28 de febrer, l'entrenador en cap Adrian Heath va nomenar Demidov capità per a la primera temporada de la MLS del Minnesota United. Després d'una temporada amb el club, Minnesota va comprar el contracte de Demidov el 28 de febrer de 2018. Els Loons van encaixar 16 gols en els 3 partits que va jugar. Va signar amb Stabæk abans de la seva temporada 2018. Es va jubilar a finals del 2019.
Després de retirar-se, va revelar el 2020 que es convertiria en agent de futbol.